# Incêndio florestal na Bolívia em 2019
O Incêndio florestal em Bolívia de 2019 foi um conjunto de incêndios que ocorreram entre julho e agosto de 2019 nas regiões tropicais do Bosque Chiquitano, a amazonia boliviana e o Pantanal ocidental, que afetou populações como Roboré, Puerto Busch, e San Ignacio de Velasco entre oito regiões que foram afetadas directamente no departamento de Santa Cruz e também em Beni na Bolívia. Assim mesmo pôs em perigo reservas municipais como Tucabaca além do Parque Nacional de Noel Kempff Mercado. Este evento significou a perda a mais de um milhão de hectares de bosque seco da Chiquitania cuja vocação de solo é florestal e que nos últimos anos estão a ser convertidas em produção agropecuária sem consulta prévia com as comunidades que habitam a região.

## Antecedentes
No final do século XX e começos do século XXI, a fronteira agrícola em Bolívia foi-se ampliando velozmente, especialmente nos departamentos de Santa Cruz e Beni, causando  desflorestação de territórios para sua habilitação como espaços de criação de ganhado e cultivos de exportação, sendo afectados bosques tropicais, pastizales e cañaverales. Uma das práticas mais estendidas para a remoção de vegetação é o denominado chaqueo, prática consistente em queimar a cobertura vegetal.
Um reporte da Fundação Friedrich Ebert Stiftung (FÉS) de 2010 situava a Bolívia entre os países com mais altos índices de desflorestação quase triplicando o índice do Brasil, baixo esse ritmo de perda de bosques previa-se o desaparecimento dos bosques em Bolívia para 2100.
Em 26 de Fevereiro de 2001 o então presidente de Bolívia, Hugo Banzer Suarez, autorizou por meio do Decreto Supremo 26075 "aproveitamento florestal permanente" nos departamentos de Santa Cruz e Beni. Os incêndios causados por pessoas são a cada vez mais, uma importante razão de perda de bosque na bacia amazônica. As pessoas são a causa principal de incêndios na Amazonia.
Previamente em 30 de setembro de 2015 se promulgou a lei 741 na que se aprovou a ampliação de desmonte de 5 a 20 hectares por comunário. Com a aprovação da lei 1098 de Etanol e Aditivos de origem vegetal, autoriza-se o uso de sementes transgénicas que resistem às secas.
Na primeira semana de agosto já se registavam 2 351 incêndios em Santa Cruz, quando o normal é que em todo o mês se registem ao redor 2 858.

## Cronologia
- Em 13 de julho registou-se e maior número de incêndios no departamento de Santa Cruz, várias emergências provocaram o epicentro foi Boa Vista.[12]
- Em 26 de julho ReliefWeb, o website da ONU para a monitorização de emergências, indica que o 28% do território de Santa Cruz se encontra com um risco muito alto de incêndio florestal e que um 5% se encontra em risco extremo.[13]
- Em 31 de julho ReliefWeb reporta que o 46% do departamento de Santa Cruz se encontra em risco extremo de um incêndio florestal.[14]
- Em 3 de agosto já se registam 30 000 hectares queimados em Roboré, e 300 em San José de Chiquitos.[15]
- Em 4 de agosto começam-se a notar as consequências em Santa Cruz, a cidade vê-se coberta de fumaça.[16]
- Em 5 de agosto a gobernação de Santa Cruz pediu um helicóptero para apagar o fogo em San José de Chiquitos, os alarmes activaram-se para San Javier e San Ignacio de Velasco.[17] Cliver Rocha titular nacional da ABT reconhece que a situação se pode sair de controle devido aos factores climatológicos.[18]
- Em 6 de agosto os soldados que estavam na zona de Pailón foram retirados por ordens superiores. Guillermo Capobianco, director de Segurança Cidadã diz que o fogo está em zonas muito pouco acessíveis e que fará questão de que o Ministério de Defesa colabore com acções aéreas[19] o incêndio está descontrolado e assegura que o não se vai poder apagar o fogo.[20]
- Em 7 de agosto acende-se a alerta vermelha por incêndios em Santa Cruz, para o qual se alista um helicóptero baby bucket com capacidade de 400 litros. Nesse dia a ABT põe a consideração fazer uma pausa administrativa, são 15 municípios aos que o incêndio chega, e em 63% deles em Santa Cruz.[18]
- Em 8 de agosto, Óscar Cabrera, vice-ministro de defesa civil em conferência de imprensa manifesta que se iniciam trabalhos de reconhecimento para localizar fontes de água e ver a magnitude do desastre.[21] Germaín Caballero prefeito de San José pede que se declare a emergência para poder gerir ajuda nacional e internacional.[22]
- Em 13 de agosto Roboré declara-se em desastre, Carlos Ragone explica que já há mais de 25 00 hectares queimados.[23]
- Em 15 de agosto Cinthia Asin, secretaria doMeio ambiente da Gobernação de Santa Cruz declara que a medida da ABT por frear as autorizações de queima não tem nenhum resultado.[24]
- Em 16 de agosto é impossível transitar pela estrada do corredor bioceânico, a fumaça é arrastada pelos fortes ventos. Os helicópteros apesar de ter certas dificuldades puderam fazer descargas de água sobre vários incêndios dispersos.[25]
- Em 17 de agosto o fogo entra à área protegida de Tucabaca, faz 20 anos que esta zona não se queimava, a única forma de travar o incêndio é via aérea. San Lorenzo, toda a zona de Aguas Calientes, Naranjo e a zona de Chochis se encontram em risco. José Justiniano, secretário da comunidade do Portón explicou que os bombeiros já não podiam fazer nada só pediram à gente sair de suas casas para que não corram risco.[26]
- Em 18 de agosto O ministro de Defesa, Javier Zavaleta López e o governador de Santa Cruz, Rubén Costas se encontraram na zona para avaliar a situação.[27]
- 21 de agosto, Evo Morales cria um gabinete para emergência ambiental e o ministro de economia Luis Arce Catacora ordena a contratação do avião denominado Evergreen 747 Supertanker.[28]
- 27 de agosto, a Fundação Amigos da Natureza (FAN) anuncia que se queimaram 1,8 milhões de hectares no que vai do ano na Bolívia[29], nesse mesmo dia o Presidente anuncia uma pausa ecológica que proíbe a venda de terras[30] A sua vez, a Autoridade de Bosques e Terras (ABT) estende o prazo para os planos de desmate e queimas em Santa Cruz.[31]

## Reacções

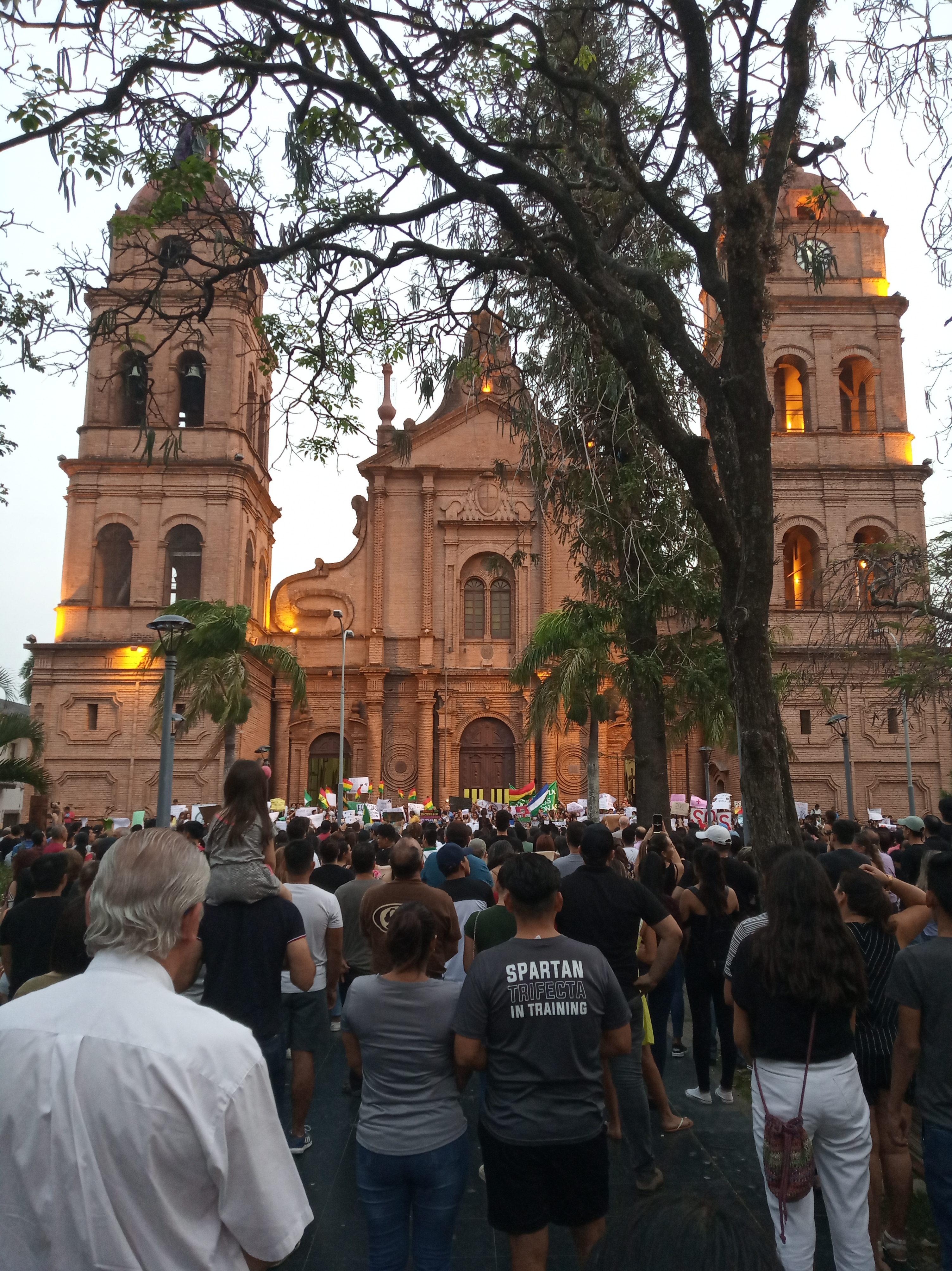
Manifestação Praça 24 de Setembro, 26 de agosto de 2019

### Sociedade civil
Na segunda-feira 26 de agosto, em La Paz, Santa Cruz, Cochabamba, Sucre e Tarija manifestou-se a cidadania para exigir ajuda internacional, foi a segunda vez que se convoca à mobilização pelos incêndios.
Na quinta-feira 29 de agosto, estudantes da Universidade Gabriel René Moreno imploram às autoridades municipais em Santa Cruz que se encontram realizando as tarefas das quintas-feiras - uma festa na praça 24 de setembro, exigindo celeridade na ajuda aos incêndios pois enquanto eles estão de festa, o departamento se está a incendiar.
A REPAM (Rede Eclesial Pan Amazônica), manifestou a sua preocupação por que a Amazônia está num ponto de não volta graças à intervenção do humano somado à mudança climática.
O Centro de Estudos Jurídicos e Investigação Social (CEJIS) que defende das ameaças e vulnerabilidade aos direitos individuais e colectivos dos povos indígenas originário camponês, sacou um comunicado no que recusam as justificativas do Governo central pelas queimas controladas, já que se considera uma vulnerabilidade aos direitos da Mãe Terra.
Em representação da Nação Chiquitana, a organização Indígena Chiquitana (OICH) manifestou a sua preocupação pelas mais de 35 comunidades afectadas directamente que perderam animais e produção pelo fogo que não foi originado pela natureza sinão por queimas e desmates, e exige a revogação da lei 741 de 2015 e o Decreto Supremo 3973, do 10 de julho de 2019.

## Consequências e Danos
Para Ever Durán, presidente do Colégio de Engenheiros Florestais de Santa Cruz (CIF-SC), precisar-se-ão 200 anos para reflorestar a Chiquitanía. Segundo o colégio de biólogos de La Paz, junto com 80 instituições manifestaram que ao menos 40 000 árvores foram afectadas entre eles Carvalho, Cedro, Soto, Tarará e Yesquero por isso se perderam 1.100 milhões de dólares de recursos madeireiros.

## Ajuda Internacional
Em 27 de fevereiro de 2019 declarou-se emergência nacional mediante o decreto supremo 3812, o qual tem uma duração de 9 meses e permite a ajuda internacional imediata. Nessa ocasião foi emitida pelo problema de graves inundações que sofreu o país.
A Corporação Andina de Fomento (CAF), Peru e Argentina propuseram ajuda que de fez efectiva no final de agosto, posterior ao desastre. Estados Unidos, o Banco Interamericano de Desenvolvimento (BID) e a Organização de Nações Unidades ofereceram ajuda técnica e económica. 
Diferentes organizações comprometeram-se a doar dinheiro:
1. A Aliança Bolivariana para os Povos de América (ALBA) ($us 1.000.000)
2. As Nações Unidas ($us 150.000)
3. A Organização das Nações Unidas para a Agricultura e a Alimentação (FAO) ($us 500.000)[41]

- Argentina: Chegaram bombeiros de Jujuy[42] que foram destinados a Roboré, no entanto o seu destino foi alterado para San Rafael, devido à frustrada gestão, os voluntários tiveram que dormir no chão e se lhes quis cobrar a gasolina a preço internacional. Em 27 de agosto chegaram Capacetes Brancos e militares da Argentina.[43]

- Peru: O Governo do Peru ofereceu ajuda e enviou dois helicópteros Mi-17 contraincêndios em 28 de agosto de 2019.[44][45]

## Comunidades Indígenas
Um dos territórios que corre perigo é a comunidade ayorea de Santa Teresita, que se encontra a 10 km da zona do fogo. 
Mais de 400 comunidades Indígenas foram afectadas pelos incêndios.

## Territórios
As áreas protegidas afectadas são Otuquis (135.392 ha), San Matías (124.749 ha), Tucabaca (25.780 ha), Ñembi Guasu (187.787 ha).

## Vida Silvestre
Instalou-se um refúgio temporário em Águas Calientes, no que se resgatam animais que em maior medida estão feridos com queimaduras, ou estão deshidratados e desnutridos. há muitas imagens que se estiveram a difundir nas redes sociais sobre os animais calcinados ou escapando dos incêndios. Também se viram tucanes e outros tipos de animais silvestres que chegam à cidade.
500 espécies de animais correm perigo.